# Mendes (Algeria)
Mendes è un comune dell'Algeria, situato nella provincia di Relizane.